# Araripedactylus
Araripedactylus (лат.) — род птерозавров подотряда Pterodactyloidea, известный по единственной кости крыла, обнаруженной в раннемеловых слоях формации Сантана в Бразилии. 
Название роду дал в 1977 году Петер Велльнхофер (Peter Wellnhofer). Он предполагал, что назвал первого птерозавра из Бразилии, не зная, что Прайс в 1971 году уже дал похожее название другому птерозавру, Araripesaurus. Родовое наименование отсылает к названию плато Арарипи, с добавлением греческого слова daktylos — «палец» (общий элемент названий многих птерозавров, начиная с птеродактиля). Типовым видом является Araripedactylus dehmi; видовое название дано в честь немецкого палеонтолога Рихарда Дема (Richard Dehm), профессора мюнхенского института, который приобрёл ископаемый образец в 1975 году. 
Голотип, BSP 1975 I 166, состоит из первой фаланги правого крыла, вмурованной в продолговатый камень песчаника. Когда камень раскололи, чтобы высвободить ископаемое, был повреждён его дистальный конец. Экземпляр принадлежал взрослой особи. Фаланга имеет длину 55 сантиметров. Велльнхофер описывает её как исключительно толстую для птерозавра, с толщиной стенок от трёх до пяти миллиметров. 
За отсутствием дополнительной информации Велльнхофер причислил Araripedactylus к подотряду Pterodactyloidea. В 2000 году Александр Келлнер и Томида предположили, что, ввиду его происхождения, образец принадлежал к Ornithocheiroidea и пришёл к выводу, что фалангу трудно отличить от других крупных птерозавров, найденных в этой формации, таких, как Anhanguera или Tropeognathus. Они не могли подтвердить исключительность толщины стенок или какую-либо другую аутопоморфию данного рода и объявили его и типовой вид nomen dubium.
Размах крыльев Araripedactylus оценивается Велльнхофером, по меньшей мере, в 4,8 метра, в другом издании — в 5 метров.